# Sugako Kanno
Sugako Kanno (jap. 管野 須賀子 Kanno Sugako; ur. 1881 w Osace, zm. 25 stycznia 1911) – japońska dziennikarka, anarchistka i feministka.

## Życiorys
Była autorką wielu artykułów o dyskryminacji ze względu na płeć i rzeczniczką równouprawnienia kobiet. W 1910 roku japoński rząd oskarżył ją o zdradę stanu, w oparciu o jej rzekome zaangażowanie w tzw. incydent Kōtoku, polegający na planach zamachu na życie cesarza Mutsuhito. Była pierwszą więźniarką polityczną, na której wykonano karę śmierci w historii współczesnej Japonii. Została powieszona 25 stycznia 1911 roku.